# Filmy+
Filmy+ – polski płatny kanał telewizyjny, należący do Vectry.
Filmy+ powstał w nocy z 31 grudnia 2010 na 1 stycznia 2011 w ramach testowych, zaś oficjalnie wystartował w Poniedziałek Wielkanocny 25 kwietnia 2011 o godzinie 09:00. Kanał nadaje filmy bez reklam.
Na start w wersji testowej kanał wyemitował film Stevena Spielberga „Jurassic Park”, zaś w wersji oficjalnej film animowany „Chicken little”. Od 2018 roku stacja emituje reklamy.

## Wybrane seriale emitowane przez Filmy+
| Tytuł serialu                        | Sezon                               | Lektor                                             | zlecenie                             | uwagi |
| ------------------------------------ | ----------------------------------- | -------------------------------------------------- | ------------------------------------ | --- |
|                                      |                                     |                                                    |                                      | |
| Gra o tron                           | 1-8                                 | Piotr Borowiec                                     | na zlecenie HBO                      | sezon 7 i 8 – od grudnia 2019r. |
| Lost: Zagubieni                      | całość                              | Maciej Gudowski                                    | na zlecenie własne                   | brak |
| Zagubieni z lotu 29                  | całość                              | Ireneusz Machnicki                                 | własne                               | brak |
| Na wysokiej fali                     | całość                              | Paweł Straszewski                                  | własne                               | brak |
| Heidi                                | całość                              | Piotr Borowiec                                     | na zlecenie Filmbox Family           | brak |
| Przygody w siodle                    | całość                              | Radosław Popłonikowski                             | własne                               | brak |
| Bates Motel                          | całość                              | Piotr Borowiec Janusz Szydłowski Paweł Straszewski | własne                               | Od serii trzeciej dwa odcinki połączone w jeden (ok. 90'). Serial ma dwóch lektorów: Piotr Borowiec (sezon 1 i 2) Janusz Szydłowski (sezony 3-5) (jeden odcinek z serii został przeczytany przez Pawła Straszewskiego |
| The Walking Dead                     | 1-9 ( sezon 7 – 9 (od 11 listopada) | Kacper Kaliszewski Piotr Borowiec (sezony 7-9)     | na zlecenie własne                   | Emisja sezonów 7-9 od 11 listopada 2019r. Sezony 1-4 zostały przeczytane przez Kacpra Kaliszewskiego sezon 5 i 6: Piotr Borowiec sezony 7-9: Janusz Szydłowski                                                        |
| Ranczo                               | 1-5                                 |                                                    | serial polski                        | Prawa do emisji nabyto do piątego sezonu włącznie. |
| Bitten - Ugryzieni                   | 1-3                                 | Tomasz Orlicz Piotr Borowiec                       | własne                               | Emisja trzeciej serii od stycznia 2020r. Serię pierwszą czyta Tomasz Orlicz, zaś drugą i trzecią – Piotr Borowiec |
| Revolution                           | całość                              | Andrzej Leszczyński                                | własne                               | brak |
| Powracający                          | tylko 1 sezon                       | Piotr Borowiec                                     | VOD.pl                               | brak |
| Helix                                | całość                              | Jacek Brzostyński Jacek Sobieszczański             | własne (sezon 1) SDI Media (seria 2) | Serię pierwszą czyta Jacek Brzostyński, drugą – Jacek Sobieszczański |
| Alcatraz                             | całość                              | Jarosław Łukomski                                  | własne                               | brak |
| Klass - Elu pärast                   | całość                              | Jan Czernielewski                                  | własne                               | brak |
| Dr House                             | całość                              | Jacek Sobieszczański i Piotr Borowiec              | własne                               | Sezony 1-7 czytane były przez Jacka Sobieszczańskiego, ósmy – Piotra Borowca. |
| Six (serial telewizyjny)             | tylko 1 sezon                       | Piotr Borowiec                                     | HBO                                  | brak |
| Seria niefortunnych zdarzeń (serial) | tylko 1 sezon                       | Jarosław Łukomski                                  | własne                               | brak |
| Stranger Things                      | 1-3                                 | Kacper Kaliszewski                                 | własne                               | brak |
| Atak Tytanów                         | całość                              | Marek Lelek                                        | własne                               | Emisja od stycznia 2020r. |
| Sword Art Online                     | całość                              | dubbing                                            | własne                               | Emisja na przełomie lutego lub marca 2020r. |
| Psycho-Pass                          | 1 i 2                               | Paweł Bukrewicz                                    | własne                               | brak |
| Profilerka ("Kim Ty jesteś?")        | całość (16 odcinków)                | Rino Pawletta                                      | własne                               | Emisja od 11 listopada 2019r. |

## Logo
- 1 stycznia 2011 – 25 kwietnia 2011 – Napis „Filmy+” w lewym górnym rogu ekranu.
- 25 kwietnia 2011 – 31 grudnia 2012 (do 23:59) – Biały napis „F+” w lewym górnym rogu ekranu.
- 1 stycznia 2013 – 1 lipca 2013 (od 00:00) – Biały napis „F+” w prawym górnym rogu ekranu.
- 1 lipca 2013 – 1 lipca 2019 – Czarny napis „F+” w prawym górnym roku ekranu.
- 1 lipca 2019 – obecnie – Czarny napis podobny do stacji Canal+ „Filmy+” w prawym górnym roku ekranu.